# Гачитли
Гачитли — село в Цумадинском районе Дагестана Российской Федерации. Входит в состав Гадиринского сельсовета.

## Географическое положение
Село находится на берегу реки Гадери, на расстоянии 2,5 км к юго-востоку от села Гадири, центра сельского поселения, и 3 км к северо-западу от села Агвали, административного центра района.

## Население
| 1895 | 1926 | 1939 | 1970 | 1989 | 2002 | 2003 |
| ---- | ---- | ---- | ---- | ---- | ---- | ---- |
| 117  | ↘75  | ↗89  | ↗107 | ↘93  | ↗131 | ↗133 |
| 2004 | 2007 | 2010 | 2021 |      |      |      |
| ↘111 | ↗117 | ↗128 | ↘115 |      |      |      |

### Национальный состав
Гачитли - одно из чамалалских сел в Цумадинском районе. По данным Всероссийской переписи населения 2010 года в селе проживало 128 человек.